# Wassersportfreunde Liblar 1960
Die Wassersportfreunde Liblar 1960 e. V., kurz WSF Liblar, sind ein gemeinnütziger Kanusportverein aus dem Erftstädter Stadtteil Liblar in Nordrhein-Westfalen, nahe Köln. Der 1968 gegründete Verein ist Mitglied der Kanupolo-Bundesliga und zählt zu den erfolgreichsten Kanupolo-Clubs Deutschlands mit zahlreichen Titeln bei deutschen Meisterschaften in den Spielklassen Herren, Damen wie auch der Junioren- und Jugendmannschaften. Zuletzt gelang der Gewinn der deutschen Meisterschaft der ersten Herrenmannschaft bei den Playoffs 2019 in Brandenburg an der Havel.
Darüber hinaus bietet der Verein weitere Wassersportarten wie Kanuwandern, Stand-Up-Paddling und Schwimmgruppen und -events an.

## Geschichte

### Gründung und frühe Jahre
Die Wassersportfreunde Liblar wurden am 1. Dezember 1960 als lockere Gemeinschaft gegründet, nachdem der Tagebau der „Grube Liblar“ stillgelegt wurde und der verbleibende See als Liblarer See („Lido“) genutzt werden konnte. Die ersten Vorbereitungen fanden bei einem Treffen am 29. Mai 1960 statt, erster Vorsitzender wurde Rudolph Anton. Durch die Initiative von Rudolph Anton wurden im Schloss Gracht Räume zum Bau von Booten zur Verfügung gestellt.
Am 13. Februar 1966 wurde eine neue Satzung aufgesetzt und der Eintrag in das Vereinsregister beim Amtsgericht Lechenich beantragt. Am 19. Dezember 1966 erfolgte der Eintrag als Verein beim Amtsgericht als Wassersportfreunde Liblar 1960 e.V. Der Verein pachtete im Jahr 1966 ein Grundstück am Liblarer See, auf dem in den Folgejahren das Clubhaus und die Sportanlagen gebaut wurden. 1970 entstand ein Bootshaus für insgesamt 70 Boote und 1972 wurde das Clubhaus offiziell in Anwesenheit des Bürgermeisters Werner Tiemann eingeweiht. Bis 1978 konzentrierte sich der Verein auf reine Freizeitaktivitäten, der Leistungssport war bis zu diesem Jahr nicht Bestandteil der Aktivitäten.
1978 wurde der Verein Mitglied des Deutschen Kanu-Verbandes e.V. (DKV), des Landessportbundes Nordrhein-Westfalen (LSB NRW) und des Stadtsportverbandes Erftstadt. Im Verein begannen zwei Erwachsene und fünf Jugendliche, sich im Wildwassersport als Leistungssportler zu betätigen. Das Training fand nun außer auf dem Liblarer See und den umgebenden Gewässern im Lehrschwimmbecken in Bliesheim und an der Sporthochschule Köln statt. 1982 nahm der Verein beim DKV-Treffen in Woffelsbach teil, 1984 gewann die Jugendgruppe den Wanderpreis des DKV im Bezirk IV Köln-Bonn-Aachen. Von den 90 Vereinsmitgliedern im Jahr 1985 waren 50 sportlich aktiv.

### Entwicklung zum Leistungssport
Seit 1989 konzentrierte sich die Sportabteilung des Vereins auf Kanupolo und richtete ein Kanupolo-Spielfeld auf dem Liblarer See ein. 1996 nahm die Jugendmannschaft erstmals bei den Deutschen Meisterschaften im Kanupolo teil und errang direkt den Titel des Deutschen Meisters im Kanupolo. 1997 gelang dann mit einer jungen Mannschaft der Herren, die bereits im Nachwuchsbereich große Erfolge errungen hatte, der Aufstieg in die Deutsche Kanupolo Bundesliga. Seitdem sind sie ununterbrochen Bestandteil der ersten Bundesliga.  Durch systematische Nachwuchsarbeit und die regelmäßige Teilnahme an nationalen und internationalen Wettkämpfen konnte sich der Verein einen herausragenden Ruf in der Kanupolo-Szene erarbeiten.

## Vereinsstruktur
Der Verein wird von einem 5-köpfigen ehrenamtlichen Vorstand geleitet. Der Hauptsitz liegt am Liblarer See, wo sich das Vereinsheim und die Trainingsanlagen befinden. Die WSF Liblar sind Mitglied des Deutschen Kanu-Verbandes e.V. (DKV)(DKV), des Landessportbundes Nordrhein-Westfalen (LSB NRW) und des Stadtsportverbandes Erftstadt. Es gibt regionale Kooperationen mit Schulen und Sportvereinen, um den Nachwuchs zu fördern.

## Sportliche Erfolge
Die Kanupolo-Mannschaften der WSF Liblar zählen zu den erfolgreichsten Teams in Deutschland. Sowohl die Herren- als auch die Damenmannschaften konnten mehrfach die Deutsche Meisterschaft gewinnen und waren bei internationalen Wettbewerben vertreten.

### Herren
Nachdem dem Aufstieg in die Deutsche Kanupolo Bundesliga 1997 hat die Mannschaft 1998 den achten und 1999 den vierten Platz der Bundesliga belegt. In den darauffolgenden Jahren 2000 und 2001 erreichte die Mannschaft den zweiten Platz und wurde deutscher Vizemeister bevor 2002 der erste Titel errungen werden konnte. Es war gleichzeitig das erste Jahr, in dem der Meister in einem Playoff-Modus (best-of-three) ausgespielt wurde. Das war der Start einer erfolgreichen Serie mit 5 Meistertiteln in Folge (2002–2006). Es folgten nach einem 3. Platz 2007 weitere Titel 2008, 2011, 2018 und 2019. Zudem war die Mannschaft 2004 Sieger des bis heute einzigen ausgespielten deutschen Pokalwettbewerbs.

#### Zusammenfassung der Erfolge
- Deutscher Meister der Deutschen Kanupolo Bundesliga: 2002, 2003, 2004, 2005, 2006, 2008, 2011, 2018 und 2019
- Vizemeister der Deutschen Kanupolo Bundesliga: 2000, 2001
- 3. Platz in der Deutschen Kanupolo Bundesliga: 2007, 2010, 2012–2017
- 2. Platz bei der Champions League 2004 (Liverpool) und 2019 (Catania, Sizilien)
- Deutscher Pokalmeister: 2004
- Deutschland-Cup-Sieger: 2017
- Aufstieg in die Deutsche Kanupolo Bundesliga 1997

### Damen
Im Jahr 2002 formierte sich zudem eine Damenmannschaft, die dank erfahrener Spielerinnen schnell an die Spitzenmannschaften aufschließen und den ersten Erfolg mit dem 2. Platz bei der deutschen Meisterschaft 2003 feiern konnte. Es folgten weitere erfolgreiche Jahre die im Gewinn der Meisterschaft 2006 gipfelte. Durch den Weggang einiger Spielerinnen gelang es nicht dieses Niveau dauerhaft zu halten. Es folgte der Abstieg aus der Bundesliga. Nach einigen Jahren formierte sich eine neue, junge Mannschaft, die den Aufstieg in die Bundesliga 2017 erneut schaffte bevor 2020 ein erneuter Abstieg erfolgte. 2024 schaffte die neu aufgestellte Mannschaft im ersten Jahr den Wiederaufstieg in die deutsche Damenbundesliga.

#### Zusammenfassung der Erfolge
- Deutscher Meister der Deutschen Kanupolo Bundesliga: 2006
- Vizemeister der Deutschen Kanupolo Bundesliga: 2003, 2005, 2007
- erneuter Aufstieg in die erste Bundesliga: 2017, 2024

### Nachwuchsmannschaften
Die kontinuierliche Nachwuchsarbeit führte immer wieder zu nennenswerten Erfolgen. So konnten jeweils Meisterschaften in der Spielklasse Junioren, die später dann in U21 umorganisiert wurde, in den Jahren 2007 und 2010 sowie Vizemeisterschaften 2006 und 2017 erzielt werden.
Auch in der Spielklasse Jugend (14–16 Jahre) konnte der Verein zwei Meisterschaften 1996 und 2005 feiern.
In der jüngsten Spielklasse Schüler (bis 14 Jahre) wurden ebenfalls zwei Meistertitel 2006 und 2017 sowie eine Vizemeisterschafter erreicht.

#### Zusammenfassung der Erfolge
U21 Herren
- Vizemeister 2017

Junioren
- Deutscher Meister: 2007, 2010
- Vizemeister: 2006

Jugendmannschaft
- Deutscher Meister: 1996, 2005

Schüler
- Deutscher Meister: 2006, 2017
- Vizemeister:  2018
- 3. Platz Deutsche Meisterschaften: 2003

Die Jugendarbeit spielt eine zentrale Rolle bei den Wassersportfreunde Liblar 1960 e. V. Regelmäßige Trainingscamps und die Teilnahme an Jugendmeisterschaften sichern den kontinuierlichen Nachwuchs im Verein. Zudem kooperiert der Verein mit Schulen, um Schülern den Einstieg in den Wassersport zu erleichtern. Dadurch konnten immer wieder Spieler aus dem eigenen Nachwuchs in die Herrenmannschaft und darüber hinaus zu Nationalspielern entwickelt werden.

## Erfolge mit der Nationalmannschaft
Die Liblarer Spieler konnten mit ihren Nationalmannschaften sein 1998 einige Erfolge feiern und Titel sammeln. Dazu gehören diverse WM- und EM-Titel sowie Siege bei den World Games. Seit 1998 ist immer mindestens ein Liblarer Spieler, teilweise sogar bis zu vier Liblarer Spieler, in der Herren-Nationalmannschaft. Hier folgen nun alle Erfolge die Spieler vom WSF Liblar mit dem DKV erreichen konnten.
In den Jahren 2017, 2018 und 2019 konnten sich die langjährigen Weggefährten Jonas Vieren und Dennis Witt das internationale Triple sichern und sind zeitgleich Europameister (2019), Weltmeister (2020) sowie World-Games-Sieger (2017).
| Jahr | Veranstaltung | Team       | Platzierung | Spieler aus Liblar                                                                  | Austragungsort             |
| ---- | ------------- | ---------- | ----------- | ----------------------------------------------------------------------------------- | -------------------------- |
| 1999 | EM            | Herren     | 5. Platz    | Niklas Reimers; Matthias Berner; Richard Radloff                                    | Mechelen, Belgien          |
| 2000 | WM            | Herren     | 3. Platz    | Niklas Reimers; Matthias Berner; Richard Radloff                                    | Sao Paulo, Brasilien       |
| 2001 | EM            | Herren     | 1. Platz    | Niklas Reimers; Matthias Berner; Richard Radloff                                    | Bydgoszcz, Polen           |
|      | EM            | Herren U21 | 2. Platz    | Robin Pechuel-Loesche; Kai Berner                                                   | Bydgoszcz, Polen           |
| 2002 | WM            | Herren     | 3. Platz    | Niklas Reimers; Matthias Berner; Richard Radloff                                    | Essen, Deutschland         |
|      | WM            | Herren U21 | 1. Platz    | Robin Pechuel-Loesche; Rafael Radloff; Kai Berner                                   | Essen, Deutschland         |
| 2003 | EM            | Herren     | 2. Platz    | Niklas Reimers; Matthias Berner; Richard Radloff                                    | Kilkock, Irland            |
|      | EM            | Herren U21 | 1. Platz    | Robin Pechuel-Loesche; Kai Berner                                                   | Kilkock, Irland            |
| 2004 | WM            | Herren     | 2. Platz    | Kai Berner, Robin Pechuel-Loesche, Matthias Berne, Robby Densch                     | Miyoshi, Japan             |
| 2005 | World Games   | Herren     | 2. Platz    | Kai Berner, Niklas Reimers, Matthias Berner, Richard Radloff, Robin Pechuel-Loesche | Duisburg, Deutschland      |
|      | EM            | Herren     | 1. Platz    | Niklas Reimers, Richard Radloff, Robin Pechuel-Loesche, Kai Berner, Matthias Berner | Madrid, Spanien            |
| 2006 | WM            | Herren     | 4. Platz    | Kai Berner, Robin Pechuel-Loesche, Matthias Berner                                  | Amsterdam, Niederlande     |
| 2007 | EM            | Herren     | 2. Platz    | Kai Berner, Robin Pechuel-Loesche, Richard Radloff                                  | Thury-Harcourt, Frankreich |
|      |               | Herren U21 | 2. Platz    | Dennis Witt; Jonas Vieren; Niklas Geib                                              | Thury-Harcourt, Frankreich |
| 2008 | WM            | Herren     | 7. Platz    | Kai Berner, Robin Pechuel-Loesche                                                   | Edmonton, Kanada           |
|      |               | Herren U21 | 4. Platz    | Dennis Witt; Jonas Vieren; Niklas Geib                                              | Edmonton, Kanada           |
| 2009 | EM            | Herren     | 2. Platz    | Kai Berner                                                                          | Essen, Deutschland         |
|      | EM            | Herren U21 | 1. Platz    | Dennis Witt; Jonas Vieren; Niklas Geib, Niklas Schreiner                            | Essen, Deutschland         |
| 2010 | WM            | Herren     | 2. Platz    | Jonas Vieren, Richard Radloff                                                       | Mailand, Italien           |
|      | WM            | Herren U21 | 1. Platz    | Dennis Witt; Niklas Geib                                                            | Mailand, Italien           |
| 2011 | EM            | Herren     | 2. Platz    | Jonas Vieren, Dennis Witt, Robin Pechuel-Loesche, Kai Berner                        | Madrid, Spanien            |
|      | EM            | Herren U21 | 2. Platz    | Max Köhnen                                                                          | Madrid, Spanien            |
|      | EM            | Damen U21  | 1. Platz    | Nathalie Herrmann, Pia Bachem                                                       | Madrid, Spanien            |
| 2012 | WM            | Herren     | 2. Platz    | Jonas Vieren; Dennis Witt, Robin Pechuel-Loesche, Kai Berner                        | Posen, Polen               |
|      | WM            | Herren U21 | 3. Platz    | Max Köhnen                                                                          | Posen, Polen               |
|      | WM            | Damen U21  | 1. Platz    | Nathalie Herrmann, Pia Bachem                                                       | Posen, Polen               |
| 2013 | World Games   | Herren     | 1. Platz    | Jonas Vieren                                                                        | Cali, Kolumbien            |
|      | EM            | Herren     | 1. Platz    | Jonas Vieren                                                                        | Posen, Polen               |
|      | EM            | Herren U21 | 2. Platz    | Max Köhnen                                                                          | Posen, Polen               |
|      | EM            | Damen U21  | 1. Platz    | Nathalie Herrmann, Pia Bachem                                                       | Posen, Polen               |
| 2014 | WM            | Herren     | 2. Platz    | Jonas Vieren                                                                        | Thury-Harcourt, Frankreich |
|      | WM            | Damen U21  | 1. Platz    | Nathalie Herrmann, Pia Bachem                                                       | Thury-Harcourt, Frankreich |
| 2015 | EM            | Herren     | 1. Platz    | Jonas Vieren; Marco Hoppstock                                                       | Essen, Deutschland         |
|      | EM            | Herren U21 | 3. Platz    | Felix Fittkau                                                                       | Essen, Deutschland         |
|      | EM            | Damen U21  | 1. Platz    | Charlotte Dörfler                                                                   | Essen, Deutschland         |
| 2016 | WM            | Herren     | 4. Platz    | Jonas Vieren; Marco Hoppstock                                                       | Siracusa, Italien          |
|      | WM            | Herren U21 | 2. Platz    | Felix Fittkau                                                                       | Siracusa, Italien          |
|      | WM            | Damen U21  | 1. Platz    | Charlotte Dörfler                                                                   | Siracusa, Italien          |
| 2017 | World Games   | Herren     | 1. Platz    | Dennis Witt; Jonas Vieren                                                           | Wrocław, Polen             |
|      | World Games   | Damen      | 1. Platz    | Elena Gilles; Carolin Sinsel                                                        | Wrocław, Polen             |
|      | EM            | Herren     | 2. Platz    | Dennis Witt; Jonas Vieren                                                           | St. Omer, Frankreich       |
|      | EM            | Damen      | 1. Platz    | Carolin SInsel, Ellena Gilles                                                       | St. Omer, Frankreich       |
|      | EM            | Herren U21 | 2. Platz    | Svante May                                                                          | St. Omer, Frankreich       |
|      | EM            | Damen U21  | 1. Platz    | Charlotte Dörfler                                                                   | St. Omer, Frankreich       |
| 2018 | WM            | Herren     | 1. Platz    | Dennis Witt; Jonas Vieren; Marco Hoppstock                                          | Welland, Kanada            |
|      | WM            | Damen      | 1. Platz    | Carolin Sinsel, Ellena Gilles                                                       | Welland, Kanada            |
|      | WM            | Herren U21 | 2. Platz    | Svante May, Kai Hachenburg                                                          | Welland, Kanada            |
|      | WM            | Damen U21  | 1. Platz    | Charlotte Dörfler                                                                   | Welland, Kanada            |
| 2019 | EM            | Herren     | 1. Platz    | Dennis Witt, Jonas Vieren                                                           | Coimbra, Portugal          |
|      | EM            | Herren U21 | 1. Platz    | Svante Mai                                                                          | Coimbra, Portugal          |
|      | EM            | Damen U21  | 1. Platz    | Nina Hachenburg                                                                     | Coimbra, Portugal          |
| 2020 | WM            | Entfallen  |             |                                                                                     | Rom, Italien               |
| 2021 | EM            | Herren     | 1. Platz    | Dennis Witt, Jonas Vieren                                                           | Catania, Italien           |
|      | EM            | Damen U21  | 1. Platz    | Nina Hachenburg                                                                     | Catania, Italien           |
| 2022 | World Games   | Herren     | 1. Platz    | Jonas Vieren                                                                        | Birmingham, USA            |
|      | World Games   | Damen      | 2. Platz    | Leonie Wagner                                                                       | Birmingham, USA            |
| 2022 | WM            | Herren     | 1. Platz    | Jonas Vieren                                                                        | St. Omer, Frankreich       |
|      | WM            | Damen      | 1. Platz    | Leonie Wagner                                                                       | St. Omer, Frankreich       |
|      | WM            | Herren U21 | 2. Platz    | Kai Hachenburg, Julius Helm, Henning May                                            | St. Omer, Frankreich       |
|      | WM            | Damen U21  | 2. Platz    | Nina Hachenburg                                                                     | St. Omer, Frankreich       |
| 2023 | EM            | Herren     | 1. Platz    | Jonas Vieren                                                                        | Brandenburg, Deutschland   |
|      | EM            | Damen      | 1. Platz    | Leonie Wagner                                                                       | Brandenburg, Deutschland   |
|      | EM            | Herren U21 | 3. Platz    | Henning May                                                                         | Brandenburg, Deutschland   |
|      | EM            | Damen U21  | 2. Platz    | Nina Hachenburg                                                                     | Brandenburg, Deutschland   |
| 2024 | WM            | Herren     | 1. Platz    | Jonas Vieren                                                                        | Deqing, China              |

Die Informationen stammen vom DKV und von der Homepage des WSF Liblar.

## Turniere am Liblarer See
Seit 2016 wird der Liblarer Kanupolo Cup am Liblarer See ausgetragen, der sich über die letzten Jahre zu einem hochklassigen Turnier für Herrenteams aus der ganzen Welt entwickelt hat. bei jedem Turnier kann sich auch eine Nachwuchsmannschaft vom WSF vor eigenem Publikum zeigen.
Im Rahmen der Bundesligaaktivitäten sind die Wassersportfreunde Liblar 1960 e. V. immer wieder Austragungsort von Bundesligaspieltagen.
2024 wurde die Gruppenmeisterschaft West für die Schüler- und Jugendklasse am Liblarer See ausgetragen.

## Abteilung Freiwasserschwimmen
Seit 2011 treffen sich begeisterte Freiwasser-Schwimmerinnen und -Schwimmer der Wassersportfreunde Liblar 1960 e. V. regelmäßig am Liblarer See in Erftstadt, um gemeinsam zu trainieren und an Wettkämpfen teilzunehmen. Die Gruppe besteht aus Schwimmern im Alter zwischen 30 und 60 Jahren, die ihre Leidenschaft für das Schwimmen unter freiem Himmel teilen.

### Aktivitäten
Das Freiwasserschwimmen umfasst regelmäßige Trainingseinheiten sowie die Teilnahme an Wettkämpfen in ganz Deutschland. Zu den bekannten Veranstaltungen, an denen Mitglieder der Gruppe teilnehmen, gehören:
- Glücksburger Fördecrossing in der Flensburger Förde,
- Mittelrheinmeisterschaften am Fühlinger See in Köln,
- U-See-Schwimmen in Düsseldorf,
- Chiemsee-Querung.

Auch wenn einige Mitglieder Triathletinnen und Triathleten sind und regelmäßig an Wettbewerben teilnehmen, steht der Wettkampfgedanke nicht im Vordergrund. Die Gruppe betont vielmehr die Freude am Schwimmen in der Natur und den gemeinsamen Austausch.

### Training und Philosophie
Das Training findet von Mai bis Oktober statt. Die Schwimmerinnen und Schwimmer ziehen ihre Runden um die Bojen des Liblarer Sees und genießen dabei die Ruhe und Weite des Freiwassers. Die wichtigsten Aspekte der Philosophie sind:
- Keine überfüllten Schwimmbahnen oder Chlorwasser.
- Schwimmen bei allen Wetterbedingungen, von Sonnenschein bis Regen.
- Das Tragen eines Neoprenanzugs bei niedrigen Wassertemperaturen, anstelle von Schwimmen in beheizten Hallenbädern.

Geschwommen wird überwiegend im Kraulstil, und es wird empfohlen, mindestens einen Kilometer in etwa 20 Minuten bewältigen zu können, um an den Trainingseinheiten teilzunehmen.

### Veranstaltungen am Liblarer See

#### Liblarer SunSet-Schwimmen
2023 wurde von den Freiwasserschwimmern des Vereins das erste Mal das Event Liblarer SunSet-Schwimmen ausgerichtet. Ca. 100 Teilnehmer schwammen den in 1000-m-Runden unterteile Wettkampf. Die Schwimmenden entscheiden nach jeder Runde, ob sie weiterschwimmen oder aufhören möchten. Maximal konnten 5000 m geschwommen werden.
Winterschwimmen / Eisbaden
Die Winterschwimm-Gruppe „Liblarer Seegurken“ trifft sich regelmäßig am Liblarer See, um gemeinsam in kaltem Wasser zu schwimmen. Die Teilnehmer tragen lediglich Badeanzug oder Badehose, ergänzt durch Neoprenhandschuhe, Füßlinge und Mützen bei sehr niedrigen Temperaturen.
Winterschwimmen bezeichnet das Schwimmen in freien Gewässern bei Temperaturen nahe 0 °C und wird idealerweise im Herbst begonnen, um den Körper schrittweise an das kalte Wasser zu gewöhnen. Eisbaden beginnt bei Temperaturen unter 5 °C. Die Aufenthaltsdauer im Wasser sollte sich an der Temperatur orientieren (maximal so viele Minuten wie das Wasser Grade hat). Der Kälteschock setzt Adrenalin und Endorphine frei, was zu einem angenehmen Kick, verbesserter Durchblutung, gesteigertem Immunsystem und psychischer Entspannung führt.
Nach dem Schwimmen ist das langsame Aufwärmen durch Bewegung, warme Kleidung und Tee essenziell. Heißes Duschen sollte vermieden werden, da dies den Körper gefährlich belasten könnte (After-Drop). Der Prozess des Warmzitterns hilft dem Körper, die Kerntemperatur allmählich wieder zu erhöhen.